# دمتریو لوسانو
دمتریو لوسانو (اسپانیایی: Demetrio Lozano‎؛ زادهٔ ۲۳ سپتامبر ۱۹۷۵) بازیکن هندبال اهل اسپانیا بود.
از باشگاه‌هایی که در آن بازی کرده‌است می‌توان به باشگاه هندبال بارسلونا اشاره کرد.